# Ernesto Augusto de Schleswig-Holstein-Sonderburg-Augustenburg
Ernesto Augusto de Schleswig-Holstein-Sonderburg-Augustenburg (Sonderburg, 30 de octubre de 1660-Hamburgo, 12 de marzo de 1731) fue el segundo hijo varón del duque Ernesto Gunter de Schleswig-Holstein-Sonderburg-Augustenburg y de su esposa, Augusta de Schleswig-Holstein-Sonderburg-Glücksburg.

## Biografía
Ernesto Augusto se convirtió al catolicismo y se convirtió en canónigo en Estrasburgo. Sin embargo, más tarde retornó al luteranismo. 
En 1692, sucedió a su hermano, Federico, como duque de Augustenburg. En 1695, contrajo matrimonio con la baronesa María Teresa de Weinberg. Este matrimonio no tuvo descendencia.
| Predecesor: Federico | Duque de Schleswig-Holstein-Sonderburg-Augustenburg 3 de agosto de 1692-12 de marzo de 1731 | Sucesor: Cristián Augusto |

- Datos: Q2018348